# Martin Rössel
Nils Martin Julius Rössel, född 8 april 1959 i Bromma församling i Stockholm, är en svensk musiker, låtskrivare, musikproducent och författare.
Martin Rössel är son till författaren James Rössel och överläkaren Karin Rössel, född Bagger-Sjöbäck.
Efter uppväxt och skolgång i Bromma, först grundskola i Abrahamsbergsskolan och sedan gymnasium i Bromma gymnasium, hoppade Rössel av i andra ring för att ägna sig åt rockmusik. Från det första skolbandet Attacus vid 14 års ålder ledde det så småningom fram till mötet med Lars Cleveman 1979 och bildandet av undergroundbandet Dom Dummaste. 
Martin Rössel har förutom musikproduktion och låtskrivande arbetat som radioproducent på Sveriges Radio P3, bland annat på Morgonpasset 1997 och på Frispel med Fredrik Grundel. Vidare gav Rössel även ut boken Curare år 2020. 
I december 2002 spelade Rössel in sången "Bomb Iraq", en satirisk version av "If You're Happy and You Know It" vilken tog upp Bushadministrationens olika politiska problem och påstod att man försökte flytta fokus från dessa genom att låta USA leda i ett planerat anfall mot Irak, vilket påbörjades i mars 2003. Sången lades ut på internet och skickades till några av Rössels bekanta, och blev över tid en undergroundhit över hela världen. Detta ledde till ett radioreportage i Sveriges Radio P1, "Att bomba Irak - vilken hit", som fick 2006 års Ikarospris för bästa reportage i klassen Kultur och Kunskap.
Med fridansaren Anja Birnbaum (född 1957) har han dottern Julia Rössel, född 1989.

## Diskografi

### Soloalbum
- 1983 – För mycket tid (DD Records)
- 1987 – Martin Rössel (Radium Records)
- 1989 – Tivolit (CBS Records)
- 1990 – Resan (Sony Records)
- 2017 – Don´t Blame Me (Erik Axl Sund Records)